# Florence Weiss (actrice)
Pour les articles homonymes, voir Weiss et Florence Weiss (homonymie).
Florence Weiss (30 mai 1900-mai 1974, yiddish : פֿלאָרענס װײס) était une actrice de théâtre en yiddish, de cinéma et soprano américaine née dans l'Empire russe, des années 1920 à 1960,. Elle a travaillé avec des artistes tels que Moishe Oysher, Alexander Olshanetsky, Boris Thomashefsky, Fyvush Finkel, et Abraham Ellstein. Elle fut au sommet de sa popularité dans les années 1930, lors de ses tournées avec son époux de l'époque, Moishe Oysher, et tourna dans trois films en yiddish avec lui : The Cantor's Son, The Singing Blacksmith, et Overture to Glory,,,.

## Biographie

### Origines
On ne connaît pas avec certitude les dates de naissance et d'entrée sur le territoire américain de Florence Weiss. Selon certaines sources, elle est née le 30 mai 1900 à Makhnivka, Gouvernement de Kiev, au sein de l'Empire russe, aujourd'hui en Ukraine, mais dans certains documents elle se déclare née en 1899 voire jusqu'en 1904. Elle aurait émigré vers les États-Unis par Baltimore en 1907.

### Carrière artistique
Son premier mari était Louis Weiss, lui aussi acteur de théâtre né dans l'Empire russe. En 1920 ils vivaient ensemble à Baltimore. En 1928 Florence Weiss était l'actrice vedette du Théâtre Lyrique, où elle partageait souvent l'affiche avec Louis, comme du théâtre Hopkinson, que Louis dirigeait,. En 1928, Louis recruta l'acteur Moishe Oysher de Philadelphie pour partager l'affiche d'une pièce de théâtre avec Florence,. Mais Florence finit par quitter Louis pour Moishe, auquel elle se maria en janvier 1929. Ils vivaient alors à Newark, New Jersey et travaillaient au Théâtre Lyrique,, où ils jouèrent jusqu'en 1930. En 1931, ils déménagèrent pour Philadelphie, mais ils revinrent bientôt à New York, où ils jouèrent dans une opérette de Boris Thomashefsky au Gaiety Theatre en 1932 puis à l'Amphion Theatre en 1933,.
Bien qu'ils soient devenus très célèbres plus tard, ils avaient au début du mal à joindre les deux bouts avec leurs seules activités théâtrales, aussi Moishe décida-t-il de devenir en plus hazzan. Tous deux passaient aussi régulièrement sur radio WEVD dans les années 1930. En 1935, Oysher et elle revinrent au Lyric Theatre, au théâtre de la Seconde Avenue, et au théâtre Hopkinson, puis en 1936 au théâtre de la Seconde Avenue dans une opérette d'Alexander Olshanetsky avec Leo Fuchs,,,,,.

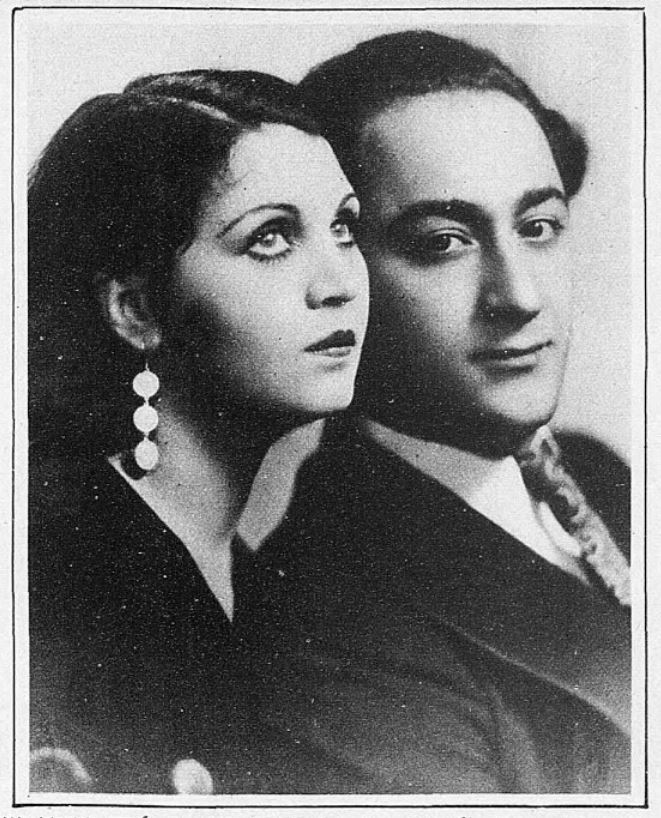
Moishe Oysher et Florence Weiss vers 1933

La renommée de Florence Weiss fut maximale à la fin des années 1930, lorsqu'elle tourna dans une poignée de films avec Moishe Oysher, ce qui leur donna accès aux radios, enregistrements sonores et concerts plus importants. En 1937 elle tourna dans le film de Sidney Goldin, The Cantor's Son (Dem khazn's zindl), librement inspiré de la vie de Moishe Oysher. Goldin mourut alors que le film était encore inachevé et le réalisateur Ilya Moteleff, plus obscur, dut le terminer. Ils se produisirent ensuite à la Brooklyn Academy of Music en février 1937 devant 2 000 spectateurs,. Puis elle tourna dans The Singing Blacksmith (Yankl der shmid, 1938), toujours avec Moishe Oysher, réalisé par Edgar G. Ulmer adapté d'une pièce de 1906 de David Pinski,,. Le film rencontra un succès suffisant pour permettre à Victor Records d'en sortir en disque les chansons. En 1939 Florence Weiss rejoua aussi au théâtre Hopkinson. Leur troisième et dernier film fut Overture to Glory (Der vilner shtot khazn, 1940), réalisé par Max Nosseck, adapté d'une nouvelle d'Ossip Dimov.
En 1940 elle joua dans une pièce aux côtés d'Aaron Lebedov et des Barry Sisters au théâtre Clinton et apparut régulièrement dans des vaudevilles avec Lebedov et Celia Adler au Downtown National Theatre,.
Elle continua à paraître sur scène pendant et après la Seconde Guerre mondiale. En 1944 elle joua avec Lillian Lux et Pesach Burstein au théâtre Hopkinson. Elle joua au Clinton Theatre en 1947. Elle occupa aussi un emploi plus régulier de divertissement dans un restaurant roumain à Broadway, dans le quartier dit du village roumain,.
De 1949 au milieu des années 1950, elle joua dans de nombreuses productions du théâtre National de Vera Rozanka, avec Irving Jacobson, Fyvush Finkel, Max Kletter et d'autres,,,,. Vers la fin des années 1950 et dans les années 1960, elle se produisit essentielle dans les hôtels de la Borscht Belt dans les Catskills,.
Elle mourut en mai 1974 d'une longue maladie.

## Discographie
- A zemerl/Chassidic in America avec Moishe Oysher, Victor Records, 1938[48]
- Simmon-Tov Mazeltov/Bist Mere Mazeldig avec l'orchestre d'Abraham Ellstein, Banner Records[49]

## Filmographie
- The Cantor's Son (Dem khazn's zindl, 1937) avec Moishe Oysher, réalisé par Sidney Goldin et Ilya Moteleff[50],[51]
- The Singing Blacksmith (Yankl der shmid, parfois Der zingedike shmid, 1938) avec Moishe Oysher, réalisé par Edgar G. Ulmer[52],[53]
- Overture to Glory (Der vilner shtot khazn, 1940) avec Moishe Oysher, réalisé par Max Nosseck[54],[55]